# Pawło Łukjanczuk
Pawło Ołehowycz Łukjanczuk, ukr. Павло Олегович Лук'янчук (ur. 19 maja 1996 w Zaporożu) – ukraiński piłkarz, grający na pozycji obrońcy.

## Kariera piłkarska

### Kariera klubowa
Wychowanek klubów Metałurh Zaporoże oraz Dynamo Kijów, barwy których bronił w juniorskich mistrzostwach Ukrainy (DJuFL). Karierę piłkarską rozpoczął 8 września 2012 roku w składzie Juniorskiej drużyny Dynama U-17, a 23 kwietnia 2013 debiutował w drużynie U-19. 12 lipca 2017 został wypożyczony do końca roku do Olimpiku Donieck. 9 lutego 2018 został wypożyczony do Weresu Równe. W maju 2018 opuścił Weres. 1 lipca został piłkarzem węgierskiej Kisvárdy. 13 września 2019 wrócił do Olimpiku Donieck.

### Kariera reprezentacyjna
W 2012 debiutował w juniorskiej reprezentacji Ukrainy U-17. Potem występował w drużynie U-19. Od 2016 bronił barw młodzieżowej reprezentacji Ukrainy. 